# Charles W. Juels
Pour les articles homonymes, voir Juels.
Charles W. Juels (1944 à New York - 21 janvier 2009) est un astronome amateur américain.
Il a découvert de nombreux astéroïdes, depuis son observatoire de Fountain Hills, près de Fountain Hills (Arizona). Il est crédité par le Centre des planètes mineures pour la découverte ou la codécouverte (avec Paulo R. Holvorcem) de 475 astéroïdes numérotés entre 1999 et 2003. Juels et Holvorcem ont reçu le prix Comet en 2003 pour la découverte de la comète C/2002 Y1 (Juels-Holvorcem).
L'astéroïde (20135) Juels a été nommé en son honneur.

## Astéroïdes découverts
| (12128) Palermiti      | 13 septembre 1999 |
| (12574) LONEOS         | 4 septembre 1999  |
| (12929) Péribée        | 2 octobre 1999    |
| (12934) Bisque         | 11 octobre 1999   |
| (13421) Holvorcem      | 11 novembre 1999  |
| (13423) Bobwoolley     | 13 novembre 1999  |
| (13425) Waynebrown     | 15 novembre 1999  |
| (13820) Schwartz       | 1er novembre 1999 |
| (13830) ARLT           | 4 décembre 1999   |
| (13859) Fredtreasure   | 13 décembre 1999  |
| (13860) Neely          | 15 décembre 1999  |
| (14223) Dolby          | 3 décembre 1999   |
| (14238) d'Artagnan     | 31 décembre 1999  |
| (15522) Trueblood      | 14 décembre 1999  |
| (15606) Winer          | 11 avril 2000     |
| (16135) Ivarsson       | 9 décembre 1999   |
| (16144) Korsten        | 15 décembre 1999  |
| (16157) Toastmasters   | 5 janvier 2000    |
| (16158) Monty          | 5 janvier 2000    |
| (17184) Carlrogers     | 13 novembre 1999  |
| (17185) Mcdavid        | 14 novembre 1999  |
| (17250) Genelucas      | 11 avril 2000     |
| (18871) Grauer         | 11 novembre 1999  |
| (18877) Stevendodds    | 4 décembre 1999   |
| (19719) Glasser        | 9 novembre 1999   |
| (19721) Wray           | 10 novembre 1999  |
| (19727) Allen          | 4 décembre 1999   |
| (19730) Machiavelli    | 7 décembre 1999   |
| (20524) Bustersikes    | 13 septembre 1999 |
| (20789) Hughgrant      | 28 septembre 2000 |
| (20898) Fountainhills  | 30 novembre 2000  |
| (21679) Bettypalermiti | 8 septembre 1999  |
| (21683) Segal          | 9 septembre 1999  |
| (21903) Wallace        | 10 novembre 1999  |
| (22870) Rosing         | 14 septembre 1999 |
| (22900) Trudie         | 11 octobre 1999   |
| (23030) Jimkennedy     | 4 décembre 1999   |
| (23110) Ericberne      | 2 janvier 2000    |
| (23111) Fritzperls     | 2 janvier 2000    |
| (23120) Paulallen      | 5 janvier 2000    |
| (24101) Cassini        | 9 novembre 1999   |
| (24102) Jacquescassini | 9 novembre 1999   |
| (24103) Dethury        | 9 novembre 1999   |

| (24104) Vinissac         | 9 novembre 1999    |
| (24105) Broughton        | 9 novembre 1999    |
| (24303) Michaelrice      | 16 décembre 1999   |
| (24304) Lynnrice         | 16 décembre 1999   |
| (25399) Vonnegut         | 11 novembre 1999   |
| (28346) Kent             | 19 mars 1999       |
| (29750) Chleborad        | 8 février 1999     |
| (29980) Dougsimons       | 30 septembre 1999  |
| (33529) Henden           | 19 avril 1999      |
| (33544) Jerold           | 15 mai 1999        |
| (33750) Davehiggins      | 6 septembre 1999   |
| (33799) Myra             | 19 octobre 1999    |
| (33800) Gross            | 8 novembre 1999    |
| (38454) Boroson          | 2 octobre 1999     |
| (41049) Van Citters      | 9 novembre 1999    |
| (41800) Robwilliams      | 25 novembre 2000   |
| (42354) Kindleberger     | 12 février 2002    |
| (42365) Caligiuri        | 12 février 2002    |
| (46441) Mikepenston      | 10 juin 2002       |
| (46442) Keithtritton     | 12 juin 2002       |
| (48300) Kronk            | 11 juin 2002       |
| (51983) Hönig            | 19 septembre 2001  |
| (52005) Maik             | 8 février 2002     |
| (55331) Putzi            | 21 septembre 2001  |
| (55555) DNA              | 19 décembre 2001   |
| (57359) Robcrawford      | 1er septembre 2001 |
| (59804) Dickjoyce        | 5 septembre 1999   |
| (63032) Billschmitt      | 28 novembre 2000   |
| (64070) NEAT             | 24 septembre 2001  |
| (65100) Birtwhistle      | 8 février 2002     |
| (68448) Sidneywolff      | 18 septembre 2001  |
| (71000) Hughdowns        | 7 décembre 1999    |
| (71001) Natspasoc        | 7 décembre 1999    |
| (74509) Gillett          | 22 mars 1999       |
| (74824) Tarter           | 12 octobre 1999    |
| (75564) Audubon          | 2 janvier 2000     |
| (77870) MOTESS           | 16 septembre 2001  |
| (83360) Catalina         | 16 septembre 2001  |
| (84342) Rubensdeazevedo  | 5 octobre 2002     |
| (87954) Tomkaye          | 2 octobre 2000     |
| (89956) Leibacher        | 6 juin 2002        |
| (109879) Letelier        | 16 septembre 2001  |
| (158520) Ricardoferreira | 19 mars 2002       |